# Albert Parsons

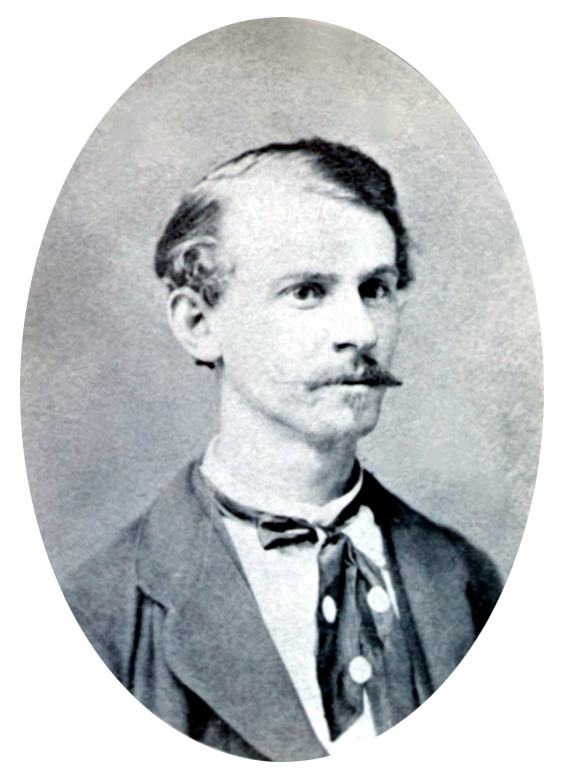
Albert Parsons, ca. 1880

Albert Richard Parsons (* 24. Juni 1848 in Montgomery, Alabama; † 11. November 1887 in Chicago, Illinois, USA, gehängt) war Herausgeber der anarchistischen Wochenzeitung Alarm und ein Sprecher der US-amerikanischen Arbeiterbewegung in Chicago.

## Eltern
Albert Parsons wurde am 24. Juni 1848 als eines von zehn Kindern in Montgomery, Alabama geboren. Sein Vater Samuel Parsons war ein Leder- und Schuhfabrikant, der ursprünglich aus Maine stammte. Er war gebildet und engagierte sich unter anderem in der Antialkoholikerbewegung. Alberts Mutter war sehr gläubig.

## Texas
Als Albert noch nicht zwei Jahre alt war, starb seine Mutter und wenige Jahre später auch sein Vater. Daher zog er zu seinem ältesten Bruder nach Texas, wo er auf dessen Farm lebte.
1859 zog Albert zu seiner Schwester nach Waco, wo er die Schule besuchen konnte. Wenig später begann er eine Lehre bei der „Daily News“ in Galveston, wo er als Schriftsetzer und nebenbei als Zeitungsbote arbeitete.
1861 schloss er sich, obwohl erst dreizehnjährig, einem Freiwilligenverband der Südstaaten im beginnenden Sezessionskrieg an. Später setzte er seine Tätigkeit als Schriftsetzer fort.
Im Jahr 1868 begann Parsons in Waco die Wochenzeitung „The Spectator“ herauszugeben, in welcher er für die Annahme der Kapitulation der Südstaaten und die Rechte der ehemaligen Sklaven warb. Das brachte ihm viele Anfeindungen ein, weshalb er die Zeitung aufgab und 1869 zum „Daily Telegraph“ nach Houston wechselte. Für den „Daily Telegraph“ bereiste Parsons den Nordwesten von Texas, wo er seine spätere Frau Lucy Eldine Parsons kennenlernte, die er im Herbst 1872 in Austin ehelichte. In den Jahren 1870 bis 1873 arbeitete Parsons für die Steuerbehörde der USA.

## Arbeiterführer in Chicago
Durch seine republikanische Aktivität und seine Heirat mit einer spanisch-indianischen Frau, die zudem schwarze Wurzeln hatte, geriet Parsons immer mehr unter Druck, was ihn wohl dazu bewog, Texas zu verlassen und in den Norden nach Chicago zu ziehen. Dort nahm er seine ehemalige Tätigkeit als Schriftsetzer wieder auf und begann sich für die Arbeiterfrage zu interessieren. 1875 trat er der Sozialdemokratischen Partei von Amerika, der späteren Sozialistischen Arbeiterpartei von Amerika, bei.
Im Zuge des großen Eisenbahnerstreiks von 1877 verlor Parsons auf Grund seiner Tätigkeit als Arbeiteragitator seine Arbeit und wurde auf eine schwarze Liste gesetzt, was es ihm unmöglich machte, eine neue Anstellung zu finden. Parsons begann sich immer mehr für die Sozialistische Arbeiterpartei zu engagieren und kandidierte unter anderem für den Stadtrat von Chicago. Infolge der Wahlfälschungen, die die Sozialisten um einen Großteil ihrer Stimmen brachte, begann Parsons am Parlamentarismus zu zweifeln und zog sich 1880 von seinen politischen Ämtern zurück. Er brachte sich stattdessen stärker in die gewerkschaftliche Arbeit ein. Im Zuge dessen war er an der Gründung der International Working People’s Association 1881 beteiligt. In Chicago gründete die Internationale die Wochenzeitung „Alarm“, dessen Herausgeber Parsons war.

## Verurteilung
Nachdem am 4. Mai 1886 auf dem Haymarket eine Bombe auf die Polizei geworfen wurde, die  gerade eine Arbeiterversammlung auflösen wollte, wurde Parsons zusammen mit sieben anderen, hauptsächlich deutschen Anarchisten festgenommen und als einer von fünf zum Tode verurteilt. Am 11. November 1887 wurde er zusammen mit den Anarchisten George Engel, August Spies und Adolph Fischer im Gefängnis des Cook County gehängt.

## Gedenken
Am 26. Juni 1893 wurden vom Gouverneur von Illinois, John Peter Altgeld, drei noch lebende andere Haymarket-Verurteilte begnadigt und für unschuldig erklärt. 2004 einigten sich Bürgermeister, Gewerkschaften und Polizei auf ein Denkmal in Form einer bronzenen Statue, das einen Sprecher auf einem Wagen abbildet. Das Denkmal soll sowohl den Haymarket-Streik als auch die Redefreiheit symbolisieren.